# Communauté de communes des Châtaigniers
La communauté de communes des Châtaigniers est une ancienne communauté de communes française, située dans le département de l'Ardèche.

## Composition
Elle est composée de 6 communes :
| Nom                       | Code Insee | Gentilé             | Superficie (km2) | Population (dernière pop. légale) | Densité (hab./km2) |
| ------------------------- | ---------- | ------------------- | ---------------- | --------------------------------- | ------------------ |
| Saint-Pierreville (siège) | 07286      | Saint-Pierrevillois | 20,56            | 546 (2014)                        | 27                 |
| Albon-d'Ardèche           | 07006      | Albonnais           | 9,11             | 162 (2014)                        | 18                 |
| Gluiras                   | 07096      | Gluirassous         | 25,10            | 381 (2014)                        | 15                 |
| Issamoulenc               | 07104      | Issamoulinois       | 15,66            | 107 (2014)                        | 6,8                |
| Marcols-les-Eaux          | 07149      | Marcolais           | 16,00            | 311 (2014)                        | 19                 |
| Saint-Julien-du-Gua       | 07253      | Juliogatois         | 16,96            | 177 (2014)                        | 10                 |

## Historique
La Communauté de communes des vallées d'Auzène à Glueyre a été créée le 4 novembre 2002, et a pris le nom de Communauté de communes des Châtaigniers. Elle a été dissoute le 1er janvier 2014 car trois communes (Gluiras, Marcols et Saint-Julien du Gua) ont choisi d'adhérer à la communauté d'agglomération de Privas (CAPCA), tandis que les autres (Albon, Issamoulenc et Saint-Pierreville ont préféré rejoindre la nouvelle Communauté de communes Val'Eyrieux.

## Sources
- Base Nationale de l'Intercommunalité
- Splaf
- Base aspic